# Cuma (Azerbaigian)
Cuma è un comune dell'Azerbaigian situato nel distretto di Şəki. Conta una popolazione di 1 984 abitanti.